# Saski Baskonia 2023-2024
Questa voce raccoglie le informazioni riguardanti il Saski Baskonia nelle competizioni ufficiali della stagione 2023-2024.

## Stagione
La stagione 2023-2024 del Saski Baskonia è la 51ª nel massimo campionato spagnolo di pallacanestro, la Liga ACB.

## Roster
Aggiornato al 16 agosto 2023.
| Baskonia Vitoria-Gasteiz 2023-24 | Baskonia Vitoria-Gasteiz 2023-24 |
| Giocatori                        | Staff tecnico                    |
| -------------------------------- | -------------------------------- |

| N. | Naz.                                                   | Ruolo | Nome                  | Anno | Alt.   | Peso   |  |
| -- | ------------------------------------------------------ | ----- | --------------------- | ---- | ------ | ------ |  |
| 0  | Stati Uniti (bandiera)                                 | P     | Markus Howard         | 1999 | 178 cm | 79 kg  |  |
| 1  | Italia (bandiera)                                      | P     | Niccolò Mannion       | 2001 | 191 cm | 86 kg  |  |
| 2  | Estonia (bandiera) · Spagna (bandiera)                 | AP    | Sander Raieste        | 1999 | 204 cm | 95 kg  |  |
| 3  | Stati Uniti (bandiera)                                 | P     | Chris Chiozza         | 1995 | 180 cm | 79 kg  |  |
| 4  | Spagna (bandiera)                                      | P     | Joseba Querejeta      | 2003 | 186 cm |        |  |
| 8  | Lituania (bandiera) · Spagna (bandiera)                | AP    | Tadas Sedekerskis (C) | 1998 | 204 cm | 101 kg |  |
| 9  | Serbia (bandiera)                                      | G     | Vanja Marinković      | 1997 | 198 cm | 86 kg  |  |
| 10 | Stati Uniti (bandiera) · Bulgaria (bandiera)           | P     | Codi Miller-McIntyre  | 1994 | 191 cm | 92 kg  |  |
| 11 | Spagna (bandiera)                                      | AP    | Dani Díez             | 1993 | 201 cm | 96 kg  |  |
| 17 | Grecia (bandiera)                                      | GA    | Nikos Rogkavopoulos   | 2001 | 203 cm | 91 kg  |  |
| 18 | Senegal (bandiera) · Spagna (bandiera)                 | C     | Khalifa Diop          | 2002 | 211 cm | 105 kg |  |
| 21 | Estonia (bandiera)                                     | C     | Maik Kotsar           | 1996 | 211 cm | 122 kg |  |
| 24 | Stati Uniti (bandiera) · Costa d'Avorio (bandiera)     | C     | Matt Costello         | 1993 | 209 cm | 109 kg |  |
| 25 | Stati Uniti (bandiera) · Macedonia del Nord (bandiera) | P     | Jordan Theodore       | 1989 | 184 cm | 89 kg  |  |
| 33 | Slovenia (bandiera)                                    | AC    | Vit Hrabar            | 2006 | 204 cm |        |  |
| 95 | Nigeria (bandiera)                                     | AG    | Chima Moneke          | 1995 | 196 cm | 101 kg |  |

| Allenatore                                                                            |
| - Joan Peñarroya (fino al 30 ottobre) - Duško Ivanović (dal 30 ottobre)               |
| Assistente/i                                                                          |
| - Xabier Aspe - David Gil Legenda - (C) Capitano - (IN) Inattivo - Infortunato Roster |

## Mercato

### Sessione estiva
| Acquisti | Acquisti             | Acquisti             | Acquisti   | Acquisti |
| R.a      | Nome                 | da                   | Modalità   |          |
| -------- | -------------------- | -------------------- | ---------- | -------- |
| P        | Niccolò Mannion      | Virtus Bologna       | svincolato |          |
| P        | Codi Miller-McIntyre | Gaziantep BŞB        | svincolato |          |
| GA       | Nikos Rogkavopoulos  | Merkezefendi Denizli | svincolato |          |
| AG       | Chima Moneke         | Monaco               | svincolato |          |
| C        | Khalifa Diop         | Gran Canaria         | svincolato |          |

| Cessioni | Cessioni         | Cessioni       | Cessioni       | Cessioni |
| R.       | Nome             | a              | Modalità       |          |
| -------- | ---------------- | -------------- | -------------- | -------- |
| P        | Max Heidegger    | Chicago Bulls  | fine contratto |          |
| PG       | Pierriá Henry    | Free agent     | fine contratto |          |
| PG       | Artūrs Kurucs    | Promitheas     | rescissione    |          |
| PG       | Darius Thompson  | Anadolu Efes   | fine contratto |          |
| G        | Pavel Savkov     | Birm. Squadron | prestito       |          |
| GA       | Rokas Giedraitis | Stella Rossa   | fine contratto |          |
| AP       | Daulton Hommes   | Free agent     | fine contratto |          |
| C        | Steven Enoch     | Türk Telekom   | fine contratto |          |
| C        | Ousmane N'Diaye  | Palencia       | prestito       |          |

### Dopo l'inizio della stagione
| Acquisti | Acquisti        | Acquisti         | Acquisti         | Acquisti   |
| R.       | Nome            | da               | Data             | Modalità   |
| -------- | --------------- | ---------------- | ---------------- | ---------- |
| P        | Chris Chiozza   | Free agent       | 1 novembre 2023  | svincolato |
| P        | Jordan Theodore | Metropolitans 92 | 24 gennaio 2024  | svincolato |
| G        | Pavel Savkov    | Birm. Squadron   | 28 febbraio 2025 | prestito   |

| Cessioni | Cessioni        | Cessioni      | Cessioni         | Cessioni    |
| R.       | Nome            | a             | Data             | Modalità    |
| -------- | --------------- | ------------- | ---------------- | ----------- |
| P        | Niccolò Mannion | Pall. Varese  | 21 dicembre 2023 | rescissione |
| G        | Pavel Savkov    | San Sebastián | 28 febbraio 2025 | prestito    |